# Aculepeira ceropegia
Aculepeira ceropegia (Walckenaer, 1802) è un ragno appartenente alla famiglia Araneidae.

## Etimologia
Il nome proprio deriva dal greco κηρός, (cerós), cioè cera e πηγή, (peghé), cioè fonte, fontana di cera, con riferimento all'aspetto del disegno bianco sull'opistosoma.

## Caratteristiche
I maschi hanno lunghezza totale di 6,2-6,8 mm; l'opistosoma è lungo 3,26-3,3 mm e spesso 2,4-2,54 mm.
Le femmine hanno lunghezza totale di 11,4-14,4 mm; l'opistosoma è lungo 3,78-4,63 mm e spesso 2,94-4,01 mm.
Il colore di fondo è giallo chiaro, sul dorso è ben visibile un disegno di colore bianco contornato di nero simile ad una foglia di quercia o ad una fontana di cera, da cui il nome.

## Etologia
Predilige i prati dove costruisce la sua tela fra le piante erbacee più alte. Riveste la parte centrale della tela di fitti peli bianchi in una struttura concava dove si adagia per la maggior parte del tempo, in attesa. Se disturbato, si lascia cadere al suolo e si disperde fra i fili d'erba, per poi ritornare alla tela in un momento successivo.

## Distribuzione
La specie è stata reperita in Europa, Turchia, Caucaso; in Russia (dalla parte europea alla Siberia occidentale), in Kazakistan e forse in Iran.

## Tassonomia
Al 2021 non sono note sottospecie e dal 2005 non sono stati esaminati nuovi esemplari.

## Galleria d'immagini

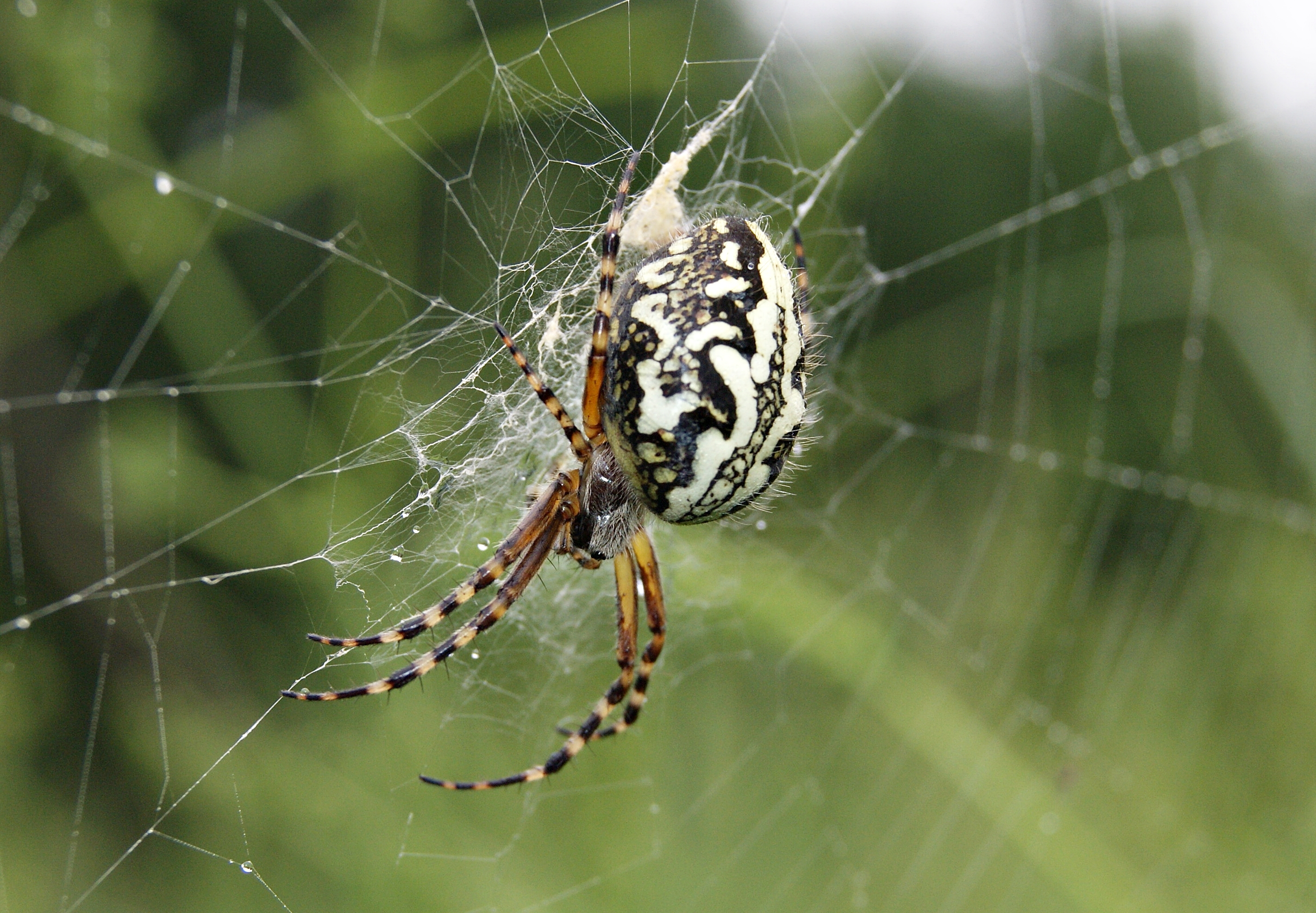
Esemplare in primo piano al centro della tela
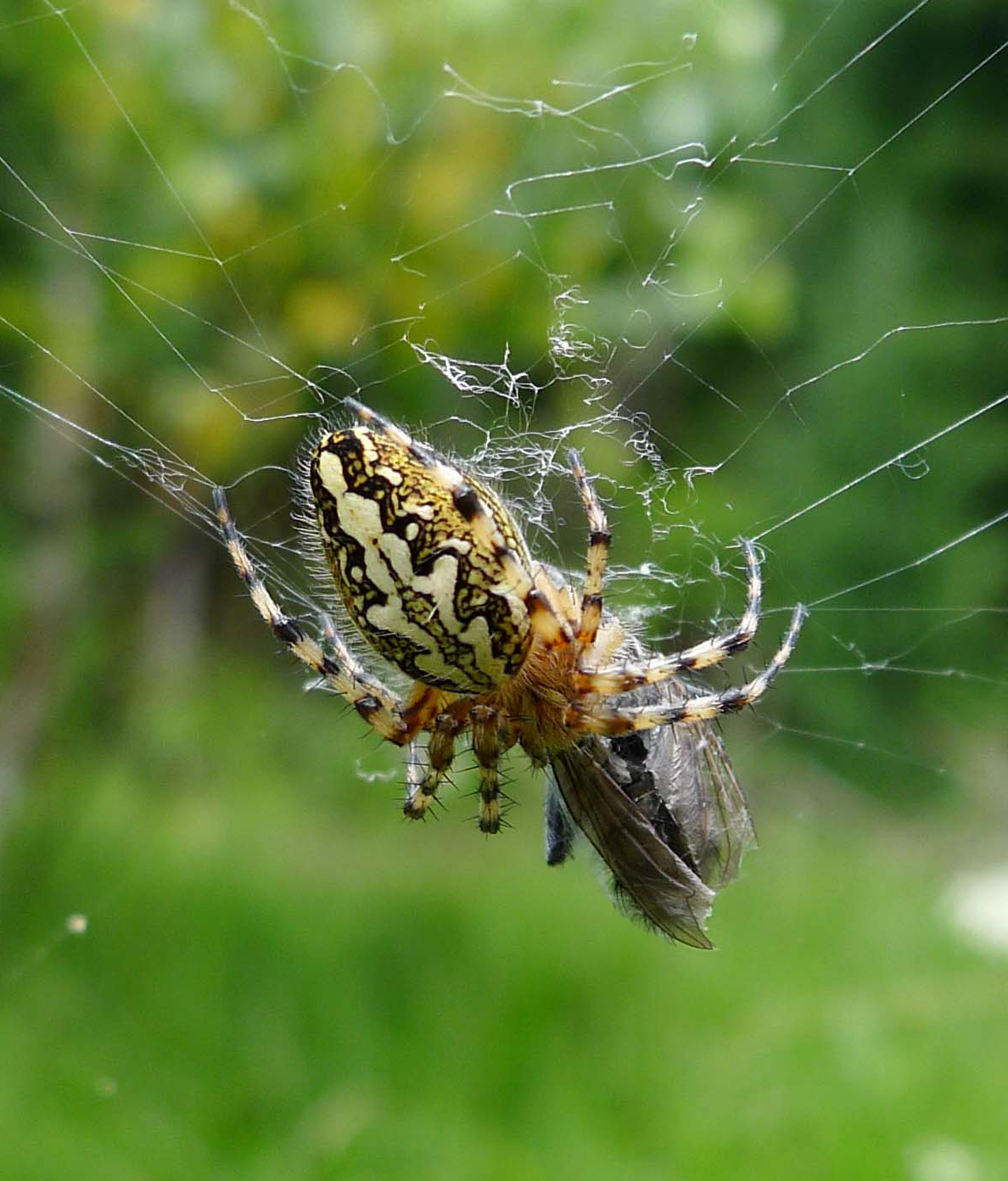
Femmina, sta predando una mosca
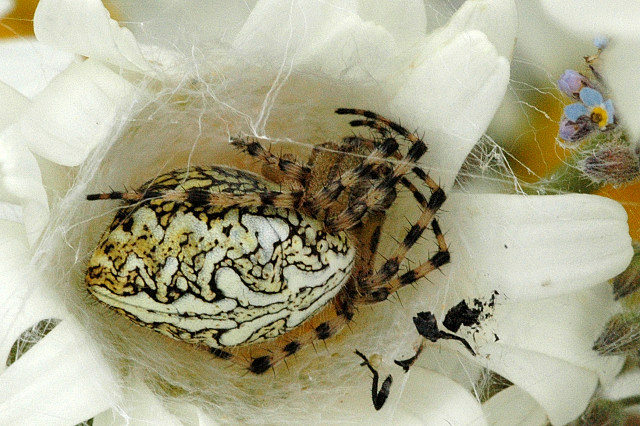
Femmina, al centro della tela all'interno di un grosso fiore
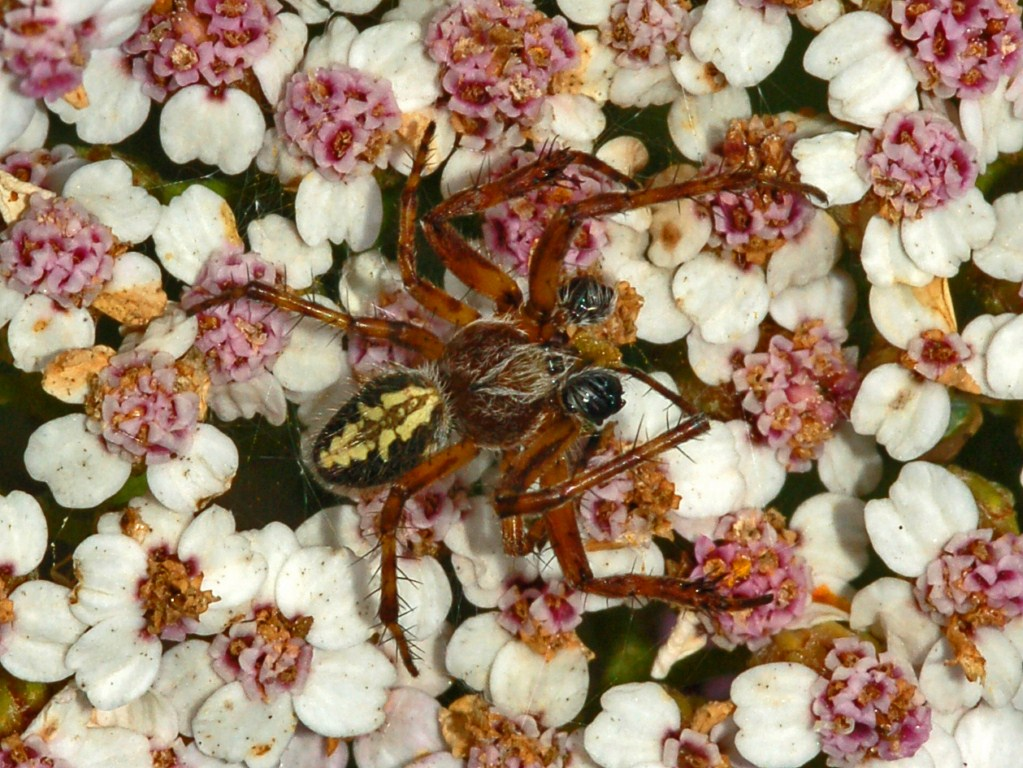
Maschio, mimetizzato fra i fiorellini